# Pericle Luigi Giovannetti
Pericle Luigi Giovannetti (Basilea, 22 de junio de 1916 - Ascona, 19 de agosto de 2001), también conocido como Luigi Pericle, fue un pintor y dibujante suizo de origen italiano. 

## Biografía
Nacido en Basilea en 1916, de un padre italiano, Pietro Giovannetti de Monterubbiano - en la región de las Marcas - y de una madre de origen francesa, Eugénie Rosé, a la edad de dieciséis años Luigi Pericle Giovannetti entró en la escuela de arte, pero poco después abandonó sus estudios y se hizo autodidacto. En su juventud, él estudió las filosofías este-asiáticas, egipcias y griegas por su cuenta.
En 1947, él se casó con la pintora Orsolina Klainguti, del cantón de los Grisones. En los años cincuenta, Giovannetti y su mujer se mudaron a Ascona, donde vivieron por el resto de sus vidas.
La casa donde Pericle vivió hasta el final de sus días se llamaba “Casa San Tomaso”. Después de la muerte del artista en 2001, la casa fue cerrada durante dieciséis años, ya que no había herederos. En diciembre de 2016, la propiedad fue adquirida por sus vecinos y es allí que se descubrió la existencia de pinturas y dibujos de tinta, junto con documentos inéditos.

## Max la Marmota y la producción de cómics
Giovannetti trabajó también como dibujante para la revista satírica británica Punch, donde publicó varios cómics.
En 1951, su primer libro Das betrunkene Eichhorn fue publicado por la editorial Vineta Verlag bajo el nombre de Pericle Giovannetti. En 1952, él creó un libro ilustrado para niños para la Unión Sindical suiza, como regalo de Navidad.
En 1953, Giovannetti creó Max la Marmota, el protagonista de los cómics sin texto homónimos, para todas las edades, que le dieron notoriedad internacional: el personaje ganó una rápida popularidad, especialmente en Europa, en los Estados Unidos y en Japón. El libro Max fue reimpreso en 25 ediciones entre 1954 y 2004, las reimpresiones de las obras de Giovannetti continuaron durante años hasta 2015, cuando Creative Media Partners publicó Max Presents Portraits, Sketches, Vignettes, and Pictorial Memoranda of Men, Women, and Other Animals.
En 1958 Giovannetti escribió, en colaboración con Clive King, Hamid of Aleppo. También hizo las ilustraciones del libro. Sus ilustraciones fueron publicadas por el editorial de Nueva York Macmillan y más tarde por periódicos y revistas populares como The Washington Post, The Herald Tribune y Punch. Aquí, él firma sus obras como Giovannetti o Pericle Giovannetti. Los libros de las aventuras de Max, y también de otros personajes, fueron reimpresos varias veces en Alemania, en Francia y en el Reino Unido.

## Luigi Pericle
En 1959 Giovannetti, bajo el nombre de Luigi Pericle, inició una colaboración con Peter G. Staechelin, un coleccionista de arte basiliense, que compró varias obras del artista para su colección. En 1962, Giovannetti conoció a Martin Summers, galerista y curador de la Galería Arthur Tooth & Sons a Londres, donde el pintor organizó dos exposiciones personales, en 1962 y en 1965, y dos exposiciones colectivas - Colour, Form and Texture y Contrasts in Taste II - cada dos en 1964.
En 1963, algunas obras fueron también expuestas en Ascona, en la Galería de arte de Castelnuovo. Hans Hess, museólogo y curador de la York Art Gallery, en 1965, organizó una exposición individual itinerante de Luigi Pericle, presentando una selección de cincuenta obras, en varios museos británicos, entre ellos: York, Newcastle, Hull, Bristol, Cardiff y Leicester. 
En enero de 1965, Herbert Read - crítico de arte, cofundador del Institute of Contemporary Arts en Londres y consejero artístico para Peggy Guggenheim - visitó el atelier de Pericle en Ascona. Escribió el prefacio al catálogo de la exposición de Luigi Pericle, organizada por Hans Hess, que será incluido en el libro Luigi Pericle: dipinti e disegni (Luigi Pericle: pinturas y dibujos). Desde los años cincuenta a los años ochenta, el artista creó una serie de obras sobre lienzo y sobre masonita, composiciones de tinta y dibujos. Durante este período, el catálogo de Luigi Pericle: dipinti e disegni fue impreso: el proyecto de una monografía consagrada al artista se inició en colaboración con Staechelin y, después de la muerte de este último, se acabó con su hijo, Ruedi Staechelin.
Él escribió un libro, titulado Bis ans Ende der Zeiten (Hasta el final del tiempo), concluido en 1996. Sólo un capítulo fue publicado en 1995, bajo el nombre de Amduat. En 1997, Orsolina murió. Pericle vivió hasta 2001, sin dejar herederos.
Las pinturas de Luigi Pericle forman parte de la Colección Municipal de Ascona, la colección permanente del Bristol Museum & Art Gallery en Bristol y la colección permanente de la York Art Gallery en York. 
Desde finales de 2016, nuevas investigaciones promovidas por el Archivio Luigi Pericle han llevado al redescubrimiento del artista y a la exposición que tuvo lugar en la Fondazione Querini Stampalia (11 de mayo - 24 de noviembre de 2019) acompañado de la publicación del Catálogo “Luigi Pericle. Beyond the visible”.

## Historietas y libros ilustrados
- (de) Aus meiner Menagerie Nebelspalter-Verlag, 1951
- (it) L'unione fa la forza : strenna natalizia per i piccini, Unione Svizzera dei sindacati liberi, 1952
- (de) Das betrunkene Eichhorn, Vineta-Verl, 1951
- (en) Max, MacMillan Company, 1954
- (de) Max Zurigo, Sanssouci, 1954
- (it) Max Baldini e Castoldi, 1959(en) Max, Atheneum, 1977, (ISBN 978-0689500824)
- (fr) Max, Ecole des loisirs, 2003, (ISBN 978-2211070744)
- (en) Max Presents: Portraits, Sketches, Vignettes and Pictorial Memoranda of Men, Women and Other Animals; Conceived by Max, Supervised by Max, Selected by Max, Arranged and Edited by Max, Commentary by Max, Macmillan (N.Y.), 1956
- (en) Max Presents Portraits, Sketches, Vignettes, and Pictorial Memoranda of Men, Women, and Other Animals, HardPress Publishing, 2013, (ISBN 978-1313557467)
- (en) Max Presents Portraits, Sketches, Vignettes, and Pictorial Memoranda of Men, Women, and Other Animals, Creative Media Partners, LLC, 8 August 2015, (ISBN 978-1296562311).
- (en) Beware of the Dog, Macmillan, 1958.
- (en) Clive King e Giovannetti, Hamid of Aleppo, MacMillan Company, 1958
- (en) Nothing But Max, MacMillan Company, 1959
- (en) Birds without words, MacMillan Company, 1961
- (en) The Penguin Max, Penguin, 1962
- (de) Jawassinüdsäged! Nebelspalter-Verlag, 1971
- (de) Max: d. Murmeltier, über d. d. Welt schmunzelt, Heyne, 1973,
- Max - Das Murmeltier, 1981 (ISBN 978-3453003118)
- (de) 111 neue Kaminfeuergeschichten, Nebelspalter-Verlag, 1975
- (de) Pablo, Nebelspalter-Verlag, 1976
- (de) Ja - wer chunt dänn daa? Nebelspalter-Verlag, 1976
- (de) Max : alle Abenteuer des Murmeltiers, über das die Welt schmunzelt, Heyne, 1993